# Torvbrokvecklare
Torvbrokvecklare (Phiaris turfosana) är en fjärilsart som först beskrevs av Herrich-Schäffer 1851.  Torvbrokvecklare ingår i släktet Phiaris, och familjen vecklare. Arten är reproducerande i Sverige.